# 7 Arietis
Désignations
7 Arietis (en abrégé 7 Ari) est une étoile binaire de la constellation du Bélier. Elle porte également la désignation d'étoile variable de RR Arietis, 7 Arietis étant sa désignation de Flamsteed. Les deux étoiles ont une magnitude apparente combinée de 5,76, ce qui la rend faiblement visible à l'œil nu selon l'échelle de Bortle. Sur la base d'un décalage annuel de la parallaxe de 5,39 mas, le système se situe à environ 600 années-lumière (180 parsecs) de la Terre, avec une marge d'erreur de 30 al. Il s'éloigne du Système solaire avec une vitesse radiale de +16 km/s.
7 Arietis est répertoriée comme une binaire à éclipses avec une période de 47,9 jours. Lors de chaque éclipse du composant A, la magnitude du système diminuerait de 0,40, tandis que l'éclipse du composant B réduirait la magnitude de 0,35. Cependant, la variabilité du système a été remise en cause par plusieurs études,, et sa magnitude apparaît constante aussi bien dans les données du General Catalogue of Photometric Data que dans la photométrie du satellite Hipparcos.
7 Arietis A est une étoile géante évoluée de type spectral K1III. Elle est environ 25 fois plus grande que le Soleil, elle rayonne 231 fois la luminosité du Soleil et sa température effective est de 4 500 K.